# Internationella djurrättsdagen
Den 10 december 1948 antog FN:s generalförsamling den allmänna förklaringen om mänskliga rättigheter. Samma dag 2004 uppmärksammades den internationella djurrättsdagen över hela världen för att tydliggöra att människors och djurs rättigheter hör ihop. Organisationen World Society for the Protection of Animals (WSPA) och den engelska organisationen Uncaged har startat ett arbete för att påverka FN att anta en djurskyddsdeklaration. Arbetet med att påverka enskilda regeringar har redan pågått i flera år. Planen är att få så stort stöd som möjligt för idén i olika länder, innan frågan väcks formellt i FN.Djurens Rätt stödjer det internationella arbetet för en FN-deklaration om djurs rättigheter i samarbete med organisationen Uncaged. 